# Castulo binotata
Castulo binotata là một loài bướm đêm thuộc phân họ Arctiinae, họ Erebidae.